# Sportpaleis Antwerp
Sportpaleis Antwerp – arena w Antwerpii w Belgii. Została otwarta w 1933 roku, a jej pojemność wynosi 17 000.
W latach 2002–2008 odbywał się tutaj turniej tenisowy Diamond Games, a w 2001 zorganizowano tutaj mistrzostwa świata w kolarstwie torowym.
W 2007 roku Sportpaleis została umieszczona na 10. miejscu najlepszych aren w zestawieniu Billboardu.
10 marca 2007 roku tuż obok Sportpaleis oddano do użytku mniejszą halę widowiskowo-sportową Lotto Arena.

## Artyści występujący w Sportpaleis Antwerp
W Sportpaleis Antwerp występowały następujące gwiazdy światowego formatu: 2 Unlimited, AC/DC, Adele, Alice Cooper, Alicia Keys, Anastacia, André Rieu, Ariana Grande, Bastille, Beyoncé Knowles, The Black Eyed Peas, Bob Dylan, Bon Jovi, Boy George, Britney Spears, Bruce Springsteen, Bruno Mars, Bryan Adams, Céline Dion, Coldplay, Deep Purple, Depeche Mode, Dimitri Vegas & Like Mike, Eagles, Ellie Goulding, Eric Clapton, Faithless, Fleetwood Mac, Gotye, Green Day, Guns N’ Roses, Gwen Stefani, Il Divo, Iron Maiden, Jean-Michel Jarre, Jennifer Lopez, John Fogerty, Jonas Brothers, Justin Bieber, Kings of Leon, Kylie Minogue, Lady Gaga, Lenny Kravitz, Leonard Cohen, Lionel Richie, Madonna, Mark Knopfler, Massive Attack, Metallica, Michael Bublé, Mika, Miley Cyrus, Muse, Neil Diamond, One Direction, Ozzy Osbourne, Paul McCartney, Pink Floyd, Pink, Milk Inc., Placebo, Prince, Queen + Adam Lambert, Queen + Paul Rodgers, Queens of the Stone Age, Rage Against the Machine, Rammstein, Rihanna, The Rolling Stones, Roy Orbison, Sade, Santana, Scorpions, Shakira, Simply Red, Sting, Supertramp, Tiësto, Tina Turner, U2, Whitney Houston, Within Temptation, Hans Zimmer.